# 118945 Рікхілл
118945 Рікхілл (118945 Rikhill) — астероїд головного поясу, відкритий 29 листопада 2000 року.
Тіссеранів параметр щодо Юпітера — 3,179.